# Палац Грегоріо Бонічі (Зейтун)
35°51′13″ пн. ш. 14°31′54″ сх. д. / 35.85358° пн. ш. 14.53175° сх. д.
Палац Грегоріо Бонічі або Едес Денеліс  (англ. Ædes Danielis, мальт. Dar ta' Danjeli; мальт. Palazz Girgor Bonici) - ренесансна будівля кінця XVII століття з приватним садом у Зейтуні, Мальта.  Це історична приватна власність, побудована Грегоріо Бонічі як його друга резиденція, і зараз належить нащадкам родин Бонічі та Тестаферрата.   

## Назва
Будівля також відома як Palazzo Aedes Danielis і Aedes Danielis Palace , однак слова palazzo або палац зайві, оскільки латинське слово «aedes» означає будинок.  Деяким місцевим жителям він відомий як il-Palazz tal-Markiża (Палац маркіза). 

## Історія
Едес Денеліс - це заміський будинок 17-го століття, побудований у 1659 році як другорядна резиденція для дворянина Грегоріо Бонічі (1612-1697).   Бонічі був одним із жертводавців землі, де зараз стоїть парафіяльний костел.  Бонічі був успішним торговцем у пшеничній промисловості та обіймав одні з найвищих цивільних посад на Мальті.  Також був каштеляном ( мальт. Ħakem ) Мдіни під час правління гросмейстера Ласкаріса.   
Грегоріо Бонічі запропонував землю перед Едес Денеліс для будівництва більшої парафіяльної церкви для місцевих. Але через критику деяких жителів села, що це занадто далеко, було вирішено пожертвувати іншу землю.   Сім'я не мала дітей, але, як і інші заможні сім'ї, мала рабів, які піклувалися про домашнє господарство. Двоє рабинь отримали свободу після того, як вони переконали свого власника в тому, що вони навернулися до християнства, і одружили їх з чоловіками, яких він схвалив.   Його фаворитом серед колишніх рабів була Анджела, якій дозволили взяти прізвище Бонічі. Їй дали свободу і дозволили вийти заміж, жити нормальним життям. Вона та її чоловік назвали свого сина Даніелем, який став священиком завдяки необхідній сумі грошей для священства, пожертвуваній Грегоріо. 
Після смерті Грегоріо Бонічі його бездітна дружина (Олена Барбара) успадкувала його майно, включаючи будинок, який залишався її резиденцією до її смерті через три роки.  Пізніше будівля перейшла до інших членів сім'ї Бонічі, які одружилися з сім'єю Тестаферрата, а згодом і з сім'єю Мороні Віані.  
Гараж у задній частині маєтку використовувався як велике сховище для святкових прикрас приблизно до Другої світової війни.  Будівля була реквізована британською армією під час Другої світової війни для використання військовослужбовцями, дислокованими в цьому районі.   11 травня 1941 року, близько 21:00, перед заходом сонця, сад, який є частиною володіння, зазнав прямого удару від ворожого повітряного бомбардування.  Дворянство було скасовано близько 1974 року 

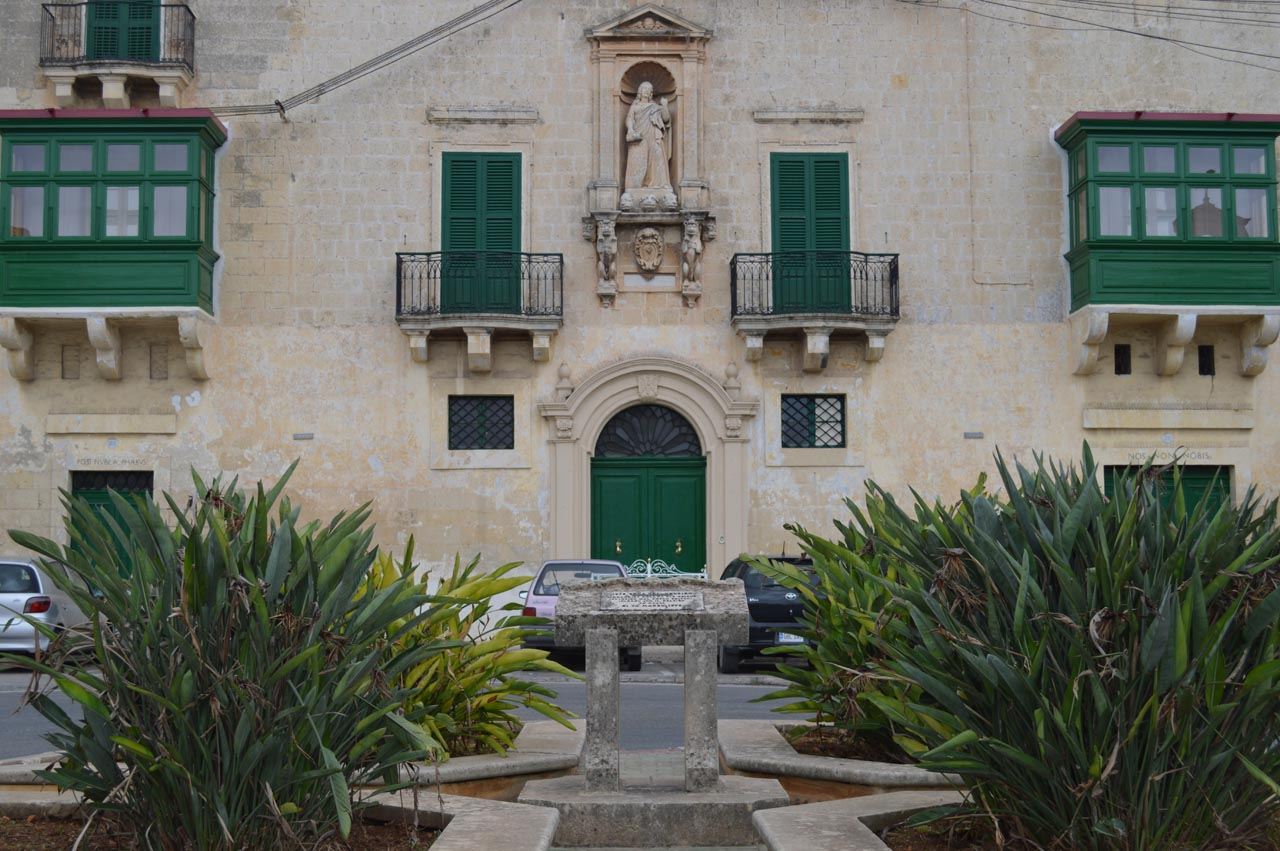
У центрі фасаду розташована ніша пророка Даниїла.

Чутки стверджують, що брат Бонічі, Даніеле Бонічі, був похований заживо після сексуального насильства з боку священиків у Біргу. Даніеле було 14 років на момент його смерті - він служив вівтарником, і після знущань священики вибрали спосіб приховати свої злочинні вчинки.  Стверджується, що будівля названа на його честь , але, швидше за все, вона була названа через нішу пророка Даниїла, яка розташована в центрі головного фасаду. 
Будівлю та каплицю було пограбовано двічі — один раз у січні 1980 року та другий раз у серпні 1981 року   У червні 1999 року Марія Тестаферрат Бонічі померла, і вона залишила у заповіті все, що належало її трьом дітям, по третині кожному, включаючи будівлю. Спадкоємцями, згаданими в заповіті, є Агнес Гера де Петрі, Аннамарія Спітері Дебоно та Карен Преціозі.   Згодом будівлю розділили на кілька резиденцій з різними номерами дверей для членів родини. 

## Архітектура
Будівля сягає епохи Відродження , спочатку як заміська резиденція, а сьогодні є пам’яткою, яка приймає відвідувачів на одній із головних вулиць міста Зейтун.  
Велика релігійна ніша з величною статуєю біблійного пророка Даниїла в натуральну величину є помітною особливістю фасаду.  Статуя є однією з лише двох статуй на Мальті, які представляють персонажа Старого Завіту.  Обличчя статуї асоціюється з обличчям Грегоріо Бонічі, яке зображено також на картині, розташованій у парафіяльній церкві.  Нішу прикрашають написи, включаючи дати, та інші архітектурні елементи, такі як голови левів і герб.   Останній є пам'яткою національного значення. 
До будівлі примикає каплиця, присвячена Богоматері Доброї Ради, побудована у 1768 році в стилі бароко та фінансувалася Енріко Тестаферрата.   Це є частиною приватної власності та іноді відкрите для громадськості.  Каплиця окремо внесена до національного пам’ятника. 

## Цікаві факти
Будівля згадується як офіційна адреса в Paradise Papers . 